# Wolność dla zwierząt
Wolność dla zwierząt. Prawdziwa historia Animal Liberation Front (ang. Free the animals. The amazing true story of the Animal Liberation Front) – książka napisana w 2000 przez Ingrid Newkirk. Polskie tłumaczenie pojawiło się w 2005 roku. Książka przedstawia historię walczącej o prawa zwierząt Animal Liberation Front opowiedzianą przez założycielkę organizacji określoną fikcyjnym imieniem Valerie.